# Supercoppa Sudamericana 1990
La Supercoppa Sudamericana 1990 è stata la terza edizione del torneo. Alla manifestazione parteciparono 13 squadre, e il vincitore fu il Club Olimpia.

## Formula
Le squadre si affrontano in turni a eliminazione diretta.

## Partecipanti
| Nazione   | Squadra            |
| --------- | ------------------ |
| Argentina | Argentinos Juniors |
| Argentina | Boca Juniors       |
| Argentina | Estudiantes (LP)   |
| Argentina | Independiente      |
| Argentina | Racing Club        |
| Argentina | River Plate        |
| Brasile   | Cruzeiro           |
| Brasile   | Flamengo           |
| Brasile   | Grêmio             |
| Brasile   | Santos             |
| Paraguay  | Olimpia            |
| Uruguay   | Nacional           |
| Uruguay   | Peñarol            |

## Incontri

### Ottavi di finale

#### Andata
| Montevideo 18 ottobre 1990 | Peñarol | 0 – 0 | Santos |  |

| Arbitro: | Castro |

|                 |           |             |
| Insúa ?’ (rig.) | Marcatori | Dely Valdés |

| Arbitro: | Dluzniewski |

|        |           |  |
| Heider | Marcatori |  |

| Arbitro: | Ortubé |

|                         |           |              |
| Coloccini Perazzo Cejas | Marcatori | Luís Antônio |

| Arbitro: | Marsiglia |

|                    |           |  |
| Berti Medina Bello | Marcatori |  |

#### Ritorno
| Arbitro: | Filippi |

|                               |                      |                                              |
| Pérez ?’ (rig.)               | Marcatori            |                                              |
| Pérez Homann Rubén Paz Fabbri | Tiri di rigore 4 – 2 | Ademir Gilmar Francisco Luís Fernando Heider |

| Arbitro: | Silva |

|                                                 |                      |                                                    |
| Samaniego Monzón Amarilla                       | Marcatori            |                                                    |
| Almeida Ramírez Amarilla Suárez Villalba Monzón | Tiri di rigore 4 – 3 | Medina Bello Berti Gutiérrez Da Silva Astrada Díaz |

| Santos 8 novembre 1990 | Santos               | 2 – 2                         | Peñarol |  |
| \| \| \| \| \| Mendonça \| Marcatori \| V. López Barán \| \| Almir Flavinho Derval Luís Carlos \| Tiri di rigore 2 – 4 \| Villar Barán Da Silva Montero \| |                      |                               |         |  |
| |                      |                               |         |  |
| Mendonça | Marcatori            | V. López Barán                |         |  |
| Almir Flavinho Derval Luís Carlos | Tiri di rigore 2 – 4 | Villar Barán Da Silva Montero |         |  |

| Arbitro: | Wright |

|               |           |        |
| Cabrera Lemos | Marcatori | Artime |

| Arbitro: | Barrientos |

|                                                 |                      |                                                                 |
| Nélio Renato Gaúcho Gaúcho                      | Marcatori            | Hernández                                                       |
| Josimar Zé Ricardo Renato Gaúcho Rogério Gaúcho | Tiri di rigore 3 – 4 | Patricio Hernández Ortega Cáceres Carlos Mac Allister Coloccini |

* Il Boca Juniors ebbe accesso diretto ai quarti di finale in quanto campione in carica; Grêmio ed Estudiantes, invece, in seguito a sorteggio.

### Quarti di finale

#### Andata
| Arbitro: | Maciel |

|                    |           |  |
| Prátola 88’ (aut.) | Marcatori |  |

| Arbitro: | Marsiglia |

|  |           |        |
|  | Marcatori | Giunta |

| Arbitro: | Filippi |

|            |           |                    |
| Franco 88’ | Marcatori | 79’ Ortega Sánchez |

| Arbitro: | Maciel |

|                 |           |             |
| S. Pérez Ortega | Marcatori | Dely Valdés |

#### Ritorno
| Arbitro: | Marín |

|                |           |  |
| Trotta Peinado | Marcatori |  |

| Arbitro: | Silva |

|  |           |                |
|  | Marcatori | Silvera Villar |

| Arbitro: | Félix |

|  |           |                           |
|  | Marcatori | Guasch Amarilla Samaniego |

| Arbitro: | Castro |

|                        |           |        |
| Vargas Revelez Cabrera | Marcatori | Ortega |

### Semifinali

#### Andata
| Avellaneda 28 novembre 1990 | Estudiantes | 0 – 0 | Nacional | \| Arbitro: \| Marsiglia \| |
| Arbitro:                    | Marsiglia   |       |          |                             |

| Arbitro: | Bava |

|             |           |          |
| Paz Silvera | Marcatori | Amarilla |

#### Ritorno
| Arbitro: | Dos Santos |

|                                |                      |                                  |
| Ramos Lemos Soca Gómez Revelez | Tiri di rigore 5 – 3 | Iribarren Capria Erbín Centurión |

| Arbitro: | Silva |

|                                  |           |  |
| González Amarilla Suárez Cáceres | Marcatori |  |

### Finale

#### Andata
| Arbitro: | Wright |

| |            | |
| | Marcatori  | 16’ González 37’ Amarilla 79’ Samaniego                                                                           |
| · Seré P T. Gómez D M. Gómez D Revelez D Soca D Morán C Cardaccio C Lemos C Dely Valdés C Cabrera A Báez C Vargas A Ramos A | Formazioni | P Almeida D Cáceres D Ramírez D Fernández D Suárez C Balbuena C Guasch C Monzón C González A Amarilla A Samaniego |
| Blanco | Allenatori | Cubilla |

#### Ritorno
| Arbitro: | Loustau |

| |            | |
| Samaniego 26’ Amarilla 49’ Monzón 69’                                                                                          | Marcatori  | 4’ Cardaccio 31’ Morán 79’ Núñez                                                                                       |
| · Almeida P Cáceres D Ramírez D Fernández D Suárez D Balbuena C Guasch C Monzón C González C Villalba A Amarilla A Samaniego A | Formazioni | · P Seré D Maristán D Saravia D Revelez D Mozo C Peña C Cardaccio C Morán C Miranda A Cabrera A Núñez A García A Ramos |
| Cubilla | Allenatori | Blanco |